# ステージ・マザー
『ステージ・マザー』（Stage Mother）は2020年のカナダのドラマ映画。監督はトム・フィッツジェラルド、主演はジャッキー・ウィーヴァーが務めた。亡くなった息子から経営不振のゲイバーを相続した母親が、その再建を目指す姿を描いたコミカルドラマ。

## ストーリー
テキサス州。メイベリン・メトカーフは同地にある教会のコーラス隊のリーダーを務めていた。メイベリンにはリッキーという息子がいたが、同性愛者であることをカミングアウトされてからというもの、そのまま疎遠になっていた。敬虔なキリスト教徒であり、保守的な価値観で生きてきたメイベリンは息子の告白を受け止められなかったのである。そんなある日、メイベリンの下にリッキーが急逝したとの一報が届いた。メイベリンが葬儀に参列するべくサンフランシスコを訪れたところ、リッキーが経営していたゲイバーを相続する権利があることが判明した。しかも、そのバーの経営状態は火の車だった。
ここで、メイベリンは誰もが予想しなかった行動に出た。経営の経験がなかったにも拘らず、メイベリンはゲイバーの再建に乗り出したのである。

## キャスト
- メイベリン・メトカーフ: ジャッキー・ウィーヴァー
  - 若年期: ソフィア・ベンツァフ（英語版）
- シエナ: ルーシー・リュー - シングルマザー。
- ネイサン: エイドリアン・グレニアー - メイベリンの亡き息子リッキーの公私に渡るパートナー。
- チェリー・ポピンズ: マイア・テイラー（英語版） - ドラァグクイーン。
- ジョーン・オブ・アーカンサス: アリスター・マクドナルド - ドラァグクイーン。
- テキーラ・モッキングバード: オスカー・モレノ - ドラァグクイーン。
- ベヴェット: レノーア・ザン（英語版） - メイベリンの妹。
- ダスティ・マフィン: ジャッキー・ビート（英語版） - ベテランのドラァグクイーンで舞台演出家。
- オーガスト: アンソニー・スコーディ（英語版） - 一流ホテルのコンシェルジュ長。メイベリンに惹かれる。
- ジェブ・メトカーフ: ヒュー・トンプソン（英語版） - メイベリンの夫。息子リッキーを全否定。
- リッキー・メトカーフ: エルドン・シール - メイベリンとジェブの急死した息子。ゲイバーの経営者でドラァグクイーン。

## 製作
2018年5月1日、ジャッキー・ウィーヴァー、テイ・ディグス、ルーシー・リューの起用が発表された（結局、ディグスは出演しなかった）。9月7日、エイドリアン・グレニアーとマイア・テイラーの出演が決まったと報じられた。同月、本作の主要撮影がカナダのノバスコシア州で始まった。

## 公開・マーケティング
2018年11月3日、本作の劇中写真が初めて公開された。2020年1月4日、本作はパーム・スプリングス国際映画祭でプレミア上映された。6月18日、モメンタム・ピクチャーズが本作の北米での配給権を獲得したと報じられた。26日、本作のオフィシャル・トレイラーが公開された。

## 評価
本作に対する批評家からの評価は平凡なものに留まっている。映画批評集積サイトのRotten Tomatoesには31件のレビューがあり、批評家支持率は58%、平均点は10点満点で5.4点となっている。サイト側による批評家の見解の要約は「『ステージ・マザー』は価値観の対立を題材にしたコメディドラマだが、ステレオタイプから脱却しきれなかった。しかし、ジャッキー・ウィーヴァーの演技のお陰で、見逃しがたい一作に仕上がってはいる。」となっている。また、Metacriticには8件のレビューがあり、加重平均値は41/100となっている。